# Tympanogryllus solomonicus
Tympanogryllus solomonicus är en insektsart som beskrevs av Andrej Vasiljevitj Gorochov 2005. Tympanogryllus solomonicus ingår i släktet Tympanogryllus och familjen syrsor. Inga underarter finns listade i Catalogue of Life.